# سيتاغلبتين
سيتاقلبتين أو جانوفيا (بالإنجليزية:  Sitagliptin)‏ أحد عقارات علاج السكري الجديدة. ينتمي لمجموعة مهبطات أنزيمات ال (دي ببتيل ببتيداز- 4)

## روابط خارجية
- سيتاقلبتين جريدة الرياض
- سيتاقلبتين ويب طب